# Pedro López Rodríguez
Pedro López Rodríguez (Lugo, España; 21 de enero de 1997) es un futbolista español que juega como defensa central en la SD Sarriana de la Primera Preferente Galicia.

## Carrera deportiva
Nacido en Lugo y comenzando su carrera deportiva en los juveniles del equipo de su ciudad, en la temporada 2016-17 ascendería al equipo filial, debutando el 28 de agosto de 2016 como titular en un encuentro en casa ante el Xallas FC que acabaría ganando el equipo lucense por 3 a 0.
En el día 21 de agosto de 2017, Pedro debuta con el primer equipo en la Segunda División, empezando como titular en un partido en casa contra el CF Reus que terminaría en un 0 a 0. Su primer gol sería el 7 de octubre de 2018, en un partido con el filial contra el CD Boiro que terminaría en una derrota en casa por 1 a 2.
El 9 de julio de 2019, se oficializó su cesión por un año al Unionistas de Salamanca CF en la Segunda División B.
El 26 de enero de 2022 rescinde su contrato con el CD Lugo, ya que en la temporada 2021-22 no llegaría a tener minutos en LaLiga SmartBank tras ser operado de una lesión de cadera a finales de junio de 2021. Dos días después, se oficializa su incorporación a la SD Sarriana para disputar la Primera Preferente Galicia 2021-22.

## Clubes
Actualizado al último partido disputado el 18 de septiembre de 2022.
| Club                          | País   | Año       | Partidos | Goles |
| ----------------------------- | ------ | --------- | -------- | ----- |
| Polvorín FC                   | España | 2016-2019 | 98       | 1     |
| CD Lugo                       | España | 2017-2022 | 6        | 0     |
| Unionistas Salamanca (cesión) | España | 2019      | 20       | 0     |
| SD Sarriana                   | España | 2022-act. | 13       | 1     |